# Martinus Nellius

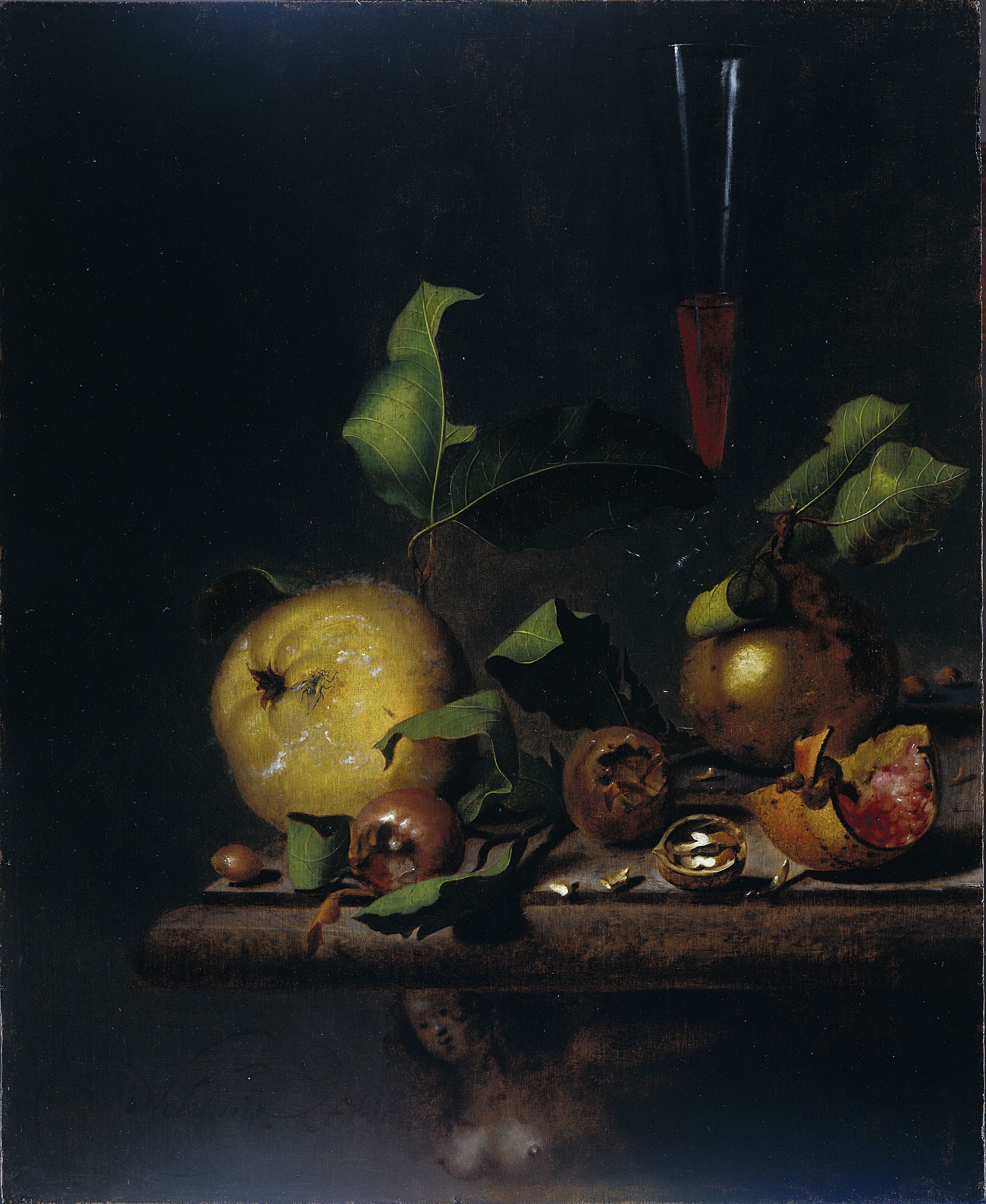
Bodegón con membrillos, nísperos y copa, firmado Nellius fecit. Óleo sobre tabla, 41,5 x 34,5 cm, Ámsterdam, Rijksmuseum.

Martinus Nellius (ft. 1669-1719) fue un pintor del Siglo de Oro neerlandés especializado en la pintura de bodegón.
Según el Rijksbureau voor Kunsthistorische Documentatie, Nellius aparece mencionado por primera vez en un inventario de Ámsterdam de 1669 en el que figuraba un bodegón de frutas a su nombre. Las obras fechadas que de él se conocen, todas ellas bodegones con abundancia de frutas y alguna pieza de vajilla, entre las que se repiten las copas roemer, abarcan un periodo comprendido entre 1671 y 1712, periodo en el que se lo documenta trabajando en Leiden en 1674 y desde 1676 en La Haya, donde habría muerto el 28 de octubre de 1719.
En su obra, distinguible por la ligereza de sus trazos y su calidad cromática, se encuentran repetidos con alguna frecuencia elementos como la mosca —de un tamaño desproporcionadamente grande— posada en alguna pieza de fruta, o la hoja del almanaque arrugada, que, más allá del realismo de su representación, se han interpretado como símbolos de la fugacidad del tiempo y la putrefacción asociada a la muerte al modo de una vanitas tradicional pero valiéndose de un lenguaje más ambiguo, como lo es la copa de cristal que a la vez transparenta y refleja la luz, y que, llena de vino, es también símbolo eucarístico.